# 이오바테스
이오바테스(Iobates)는 그리스 신화에 나오는 리키아의 왕이다. 벨레로폰을 사랑했던 스테네보이아의 아버지이다. 벨레로폰이 스테네보이아의 구애를 거부하자 분노한 그녀는 벨레로폰이 자신을 겁탈하려 했다고 모함했다. 모함에 빠진 벨레로폰은 그녀의 남편 프로이토스에 의해 죽임을 당하도록 이오바테스에게 보내졌다. 이오바테스는 사위인 프로이토스의 부탁대로 그를 처치하기 위해 그당시 리키아를 빈번히 습격하던 괴물 키마이라를 없애도록 그에게 부탁했다. 벨레로폰이 키마이라를 죽이고 살아 돌아오자 이오바테스는 그에게 리키아와 분쟁 중이던 아마존족을 물리쳐 달라고 부탁했다. 이 싸움에서도 벨레로폰이 승리하자 이번에는 군대를 동원해 그를 죽이려 했다. 그러나 벨레로폰을 사랑하던 이오바테스의 막내 딸 필로노에가 포세이돈에게 부탁하여 그의 죽음을 막았다.